# Staldenried
Staldenried (walliserdeutsch: Schtaaluried) ist eine Munizipalgemeinde und eine Burgergemeinde im Bezirk Visp sowie eine Pfarrgemeinde des Dekanats Visp im deutschsprachigen Teil des Schweizer Kantons Wallis.

## Geographie
Sie ist mit einer Strasse sowie mit einer Luftseilbahn von Stalden aus erreichbar. Die Luftseilbahn geht in einer zweiten Sektion weiter hinauf bis zum Weiler Gspon. Staldenried besteht aus 20 verschiedenen Weilern mit eigenem Charakter. Jeder der drei grössten Weiler hat eine wichtige gesellschaftliche Funktion übernommen. In Zur Kirche befindet sich das kirchliche Zentrum, das «weltliche» Zentrum heisst Zur Tanne. Der touristische Mittelpunkt liegt in Gspon.

## Bevölkerung
| Bevölkerungsentwicklung | Bevölkerungsentwicklung | Bevölkerungsentwicklung | Bevölkerungsentwicklung | Bevölkerungsentwicklung | Bevölkerungsentwicklung | Bevölkerungsentwicklung | Bevölkerungsentwicklung | Bevölkerungsentwicklung | Bevölkerungsentwicklung | Bevölkerungsentwicklung |
| ----------------------- | ----------------------- | ----------------------- | ----------------------- | ----------------------- | ----------------------- | ----------------------- | ----------------------- | ----------------------- | ----------------------- | ----------------------- |
| Jahr                    | 1802                    | 1850                    | 1900                    | 1950                    | 2000                    | 2010                    | 2012                    | 2014                    | 2016                    | 2022                    |
| Einwohner               | 186                     | 201                     | 284                     | 446                     | 554                     | 557                     | 551                     | 544                     | 558                     | 566                     |

## Kultur und Wirtschaft
In mehr als dreissig verschiedenen Dorfvereinen engagiert sich die Bevölkerung, unter anderem die Schützen, Tambouren und Pfeifer, Skifahrer und Fussballer.
In Gspon befindet sich der höchstgelegene Fussballplatz Europas, die „Ottmar Hitzfeld Gspon Arena“.
Wirtschaftlich bedeutend ist der Rebbau und die Zucht der ortstypischen Schwarznasenschafe.

## Klima
Staldenried liegt in der niederschlagärmsten Region der Schweiz. Nirgends in den Alpen liegt die Baumgrenze höher als hier.

## Einzelnachweise

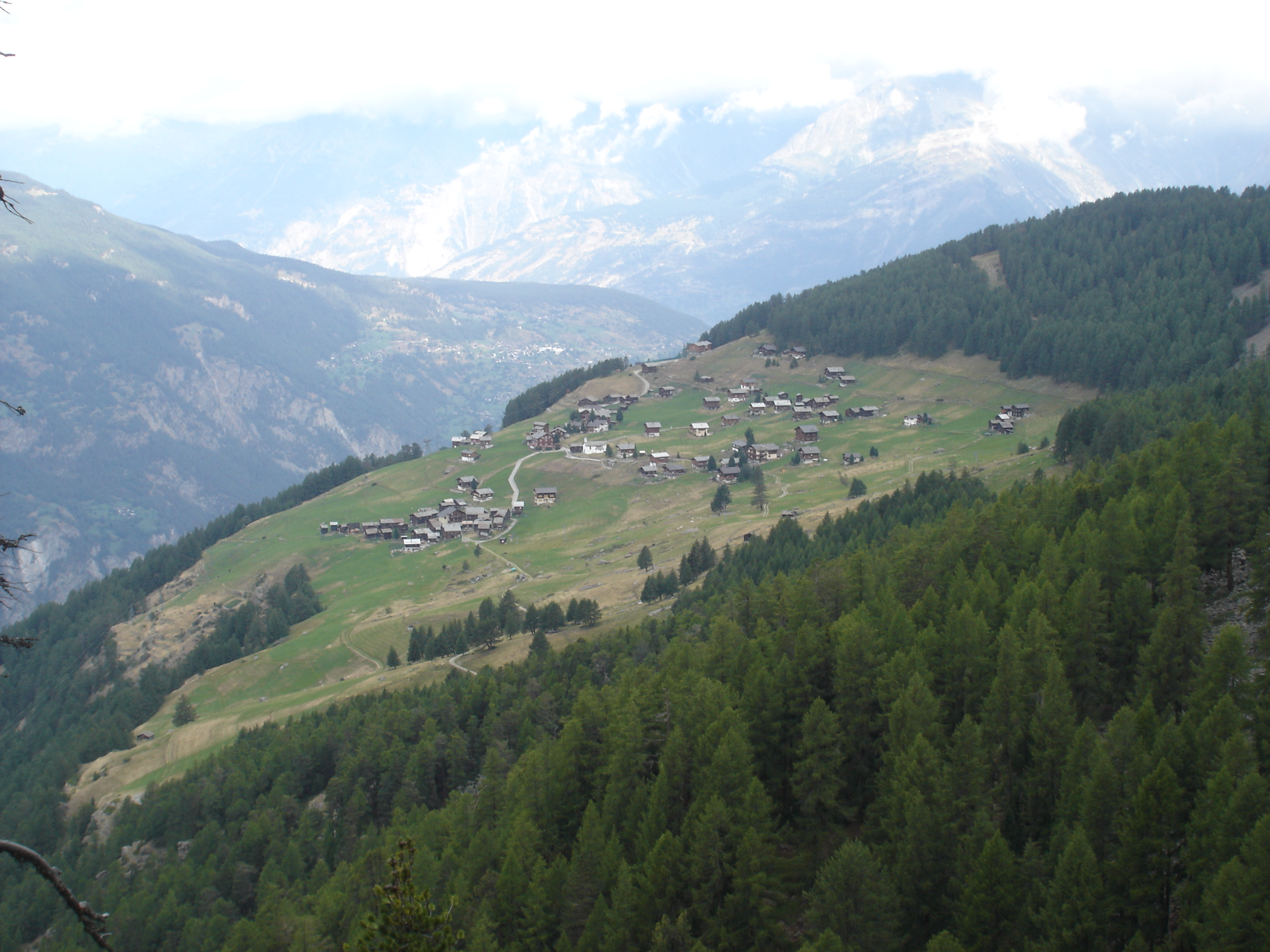
Weiler Gspon oberhalb Staldenried